# NGC 2803
NGC 2803 je galaksija u zviježđu Raku.

## Vanjske poveznice
- SEDS: NGC 2803